# Kwasi Wiredu
Kwasi Wiredu (ur. 3 października 1931, zm. 6 stycznia 2022) – filozof afrykański, profesor, pochodzący z Ghany.
Kwasi Wiredu urodził się w Kumasi. Po ukończeniu szkoły średniej w 1952 roku zainteresował się filozofią, którą studiował na University of Ghana. Uniwersytet ukończył w 1958 roku.
W 1958 roku rozpoczął studia doktoranckie na University College w Oksfordzie. Po uzyskaniu stopnia doktora nauk filozoficznych (Bachelor of Philosophy) przez rok pracował w Keele University w Newcastle-under-Lyme, a następnie powrócił do Ghany. Na University of Ghana pracował przez 23 lata. W tym czasie został dziekanem i profesorem. Od 1987 roku był profesorem University of South Florida.